# A jó, a rossz és Foxi Maxi
A jó, a rossz és Foxi Maxi (eredeti cím: The Good, the Bad and Huckleberry Hound) 1988-ban bemutatott amerikai televíziós rajzfilm, amelyet Ray Patterson rendezett. Az animációs játékfilm producere Charles Grosvenor. A forgatókönyvet John Ludin és Tom Ruegger írta, a zenéjét Sven Libaek szerezte. A tévéfilm a Hanna-Barbera gyártásában készült. Műfaja westernfilm. Amerikában 1988. május 15-én a Syndication sugározta.
Magyarországon két szinkronos változat is készült belőle, amelyekből az elsőt 1992-ben adták ki VHS-en, a másodikat 2004 decemberében a Cartoon Network-ön vetítették le a televízióban.

## Szereplők
| Szereplő                | Eredeti hang   | Magyar hang                     | Magyar hang                                |
| Szereplő                | Eredeti hang   | 1. magyar változat (ZOOM, 1992) | 2. magyar változat (Cartoon Network, 2004) |
| ----------------------- | -------------- | ------------------------------- | ------------------------------------------ |
| Foxi Maxi               | Daws Butler    | Harsányi Gábor                  | Varga T. József                            |
| Pecsenye ló             | Daws Butler    | Koroknay Géza                   | Varga T. József                            |
| Maci Laci               | Daws Butler    | Vajda László                    | Várkonyi András                            |
| Nyegleó                 | Daws Butler    | Botár Endre                     | Király Attila                              |
| Furfang farkas          | Daws Butler    | Varga T. József                 | Crespo Rodrigo                             |
| Lojzi                   | Daws Butler    | Bolba Tamás                     | Seszták Szabolcs                           |
| Peter Potamus           | Daws Butler    | Zágoni Zsolt                    | Megyeri János                              |
| Bubu                    | Don Messick    | Kocsis György                   | Fekete Zoltán                              |
| Mesélő                  | Don Messick    | Perlaki István                  | Szersén Gyula                              |
| Büdi dalton             | Michael Bell   | Kránitz Lajos                   | Csuja Imre                                 |
| Hiszti dalton           | Patrick Fraley | Kerekes József                  | Bartucz Attila                             |
| Pinky dalton            | Charles Adler  | Jakab Csaba                     | Berzsenyi Zoltán                           |
| Gyagyi dalton           | Allan Melvin   | Vajda László                    | Bácskai János                              |
| Sivatagi Virág          | B. J. Ward     | Detre Annamária                 | Somlai Edina                               |
| Sziszi                  | B. J. Ward     | Kocsis Mariann                  | Tóth Auguszta                              |
| Kislány                 | B. J. Ward     | Kocsis Mariann                  | Berkes Boglárka                            |
| Törzsfőnöknő            | B. J. Ward     | Örkényi Éva                     | Vennes Emmy                                |
| Idős hölgy              | B. J. Ward     | Örkényi Éva                     | Kiss Anikó                                 |
| Bob                     | Frank Welker   | Schnell Ádám                    | Galbenisz Tomasz                           |
| Törzsfőnök              | Frank Welker   | Kisfalussy Bálint               | Kardos Gábor                               |
| Bíró                    | Frank Welker   | Pusztai Péter                   | Dobránszky Zoltán                          |
| Kommentátor             | Frank Welker   | Perlaki István                  | Szersén Gyula                              |
| Vörös                   | Pat Buttram    | Forgács Gábor                   | Szűcs Sándor                               |
| Magilla Gorilla         | Allan Melvin   | Kránitz Lajos                   | Megyeri János                              |
| Játék műsor kommentátor | Allan Melvin   | Kocsis György                   | Pipó László                                |
| Ördög                   | Allan Melvin   | Zágoni Zsolt                    | Varga T. József                            |
| Szellemes film narrátor | Allan Melvin   | Forgács Gábor                   | Szersén Gyula                              |
| Kacagó Szamár           | Michael Bell   | Forgács Gábor                   | Megyeri János                              |
| Végrehajtó              | Michael Bell   | Forgács Gábor                   | N/A                                        |
| Hosszúszarvú marha      | Michael Bell   | Zágoni Zsolt                    | N/A                                        |
| Makogó Mókus            | Horward Morris | Kocsis György                   | Pipó László                                |
| Kormányzó               | Horward Morris | Pusztai Péter                   | Gardi Tamás                                |
| Mr. Peebles             | Horward Morris | Pusztai Péter                   | saját hangján                              |
| Fogorvos                | Horward Morris | Forgács Gábor                   | N/A                                        |
| TV-bemondó              | Charles Adler  | Forgács Gábor                   | Hujber Ferenc                              |
| Disznó                  | Charles Adler  | Zágoni Zsolt                    | N/A                                        |
| Kisfiú                  | Patrick Fraley | Kocsis György                   | Penke Bence                                |
| Autogramos fiú          | Patrick Fraley | Bolba Tamás                     | Penke Bence                                |

## Betétdalok
| Dal                                        | Előadó                      |
| ------------------------------------------ | --------------------------- |
| Rusty Nails Saloon                         | B. J. Ward Daws Butler      |
| Gold, Gold, Gold                           | Allan Melvin Patrick Fraley |
| By the light of the silvery Moon           | Daws Butler                 |
| Stinky Dalton                              | B. J. Ward                  |
| Boogie Woogie                              | Allan Melvin                |
| By the light of the silvery Moon (Reprise) | Daws Butler                 |

## További információ
- A jó, a rossz és Foxi Maxi a tematikus Hanna-Barbera wikiben (angolul)